# Blade Runner

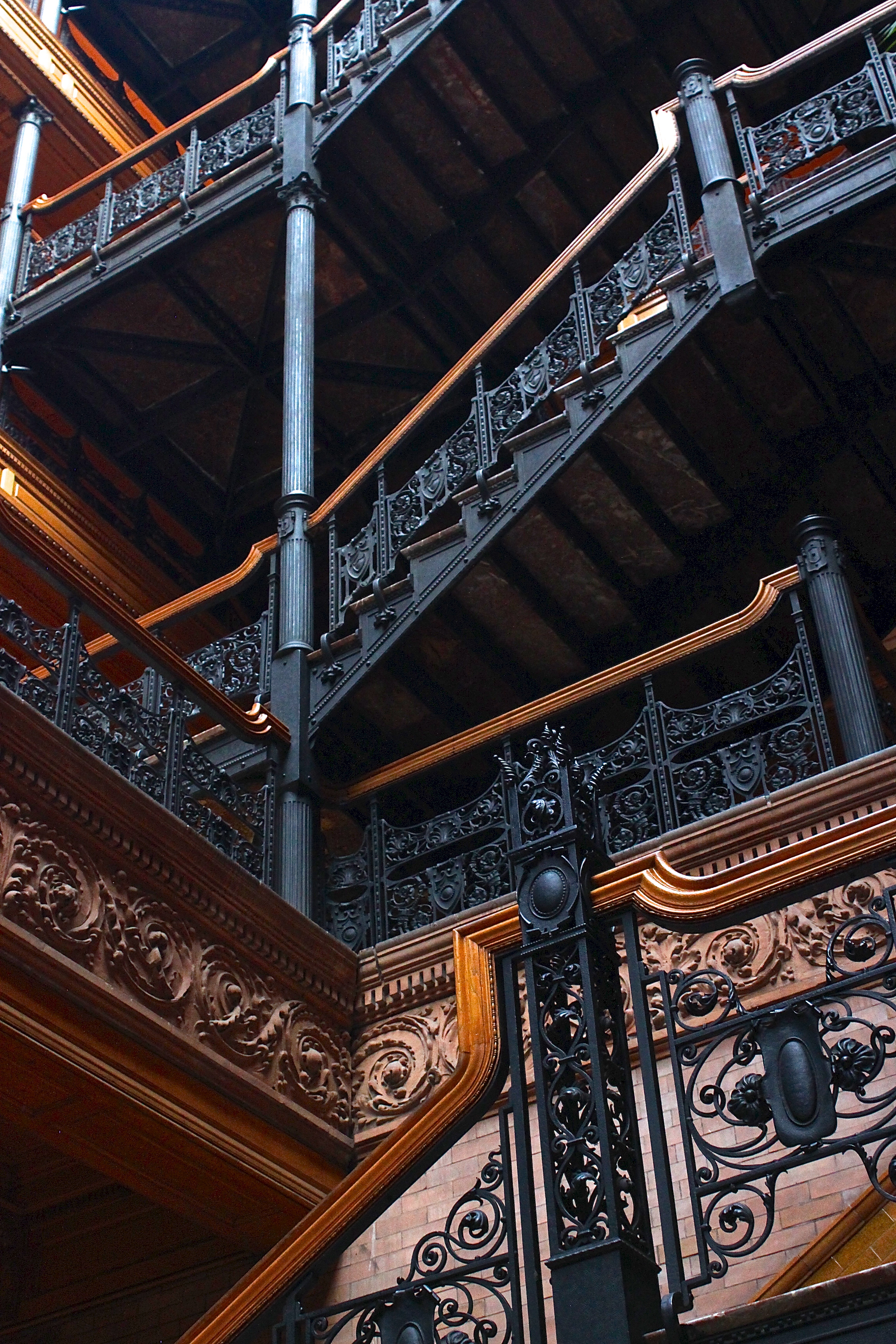
Bradbury Building i Los Angeles där delar av filmen spelades in.

Blade Runner är en amerikansk-hongkongsk science fiction-film som hade biopremiär i USA den 25 juni 1982, och skildrar en mörk framtid i Los Angeles år 2019. Filmen är regisserad av Ridley Scott med filmmanus av Hampton Fancher och David Peoples. Manuset är löst baserat på Philip K. Dicks roman Androidens drömmar.
Uppföljaren Blade Runner 2049, som regisserades av Denis Villeneuve, hade Sverigepremiär den 5 oktober 2017. Harrison Ford som hade huvudrollen som Rick Deckard i den första versionen, fick även skildra honom i uppföljaren 35 år senare.

## Handling
Handlingen äger rum i Los Angeles år 2019. Människan har lyckats framställa androider, organiska robotar som är nästan omöjliga att skilja från vanliga människor. Dessa kallas replikanter och de brukas som slavar av människorna. Efter en serie blodiga uppror bannlyses replikanterna från jorden och deras liv begränsas till fyra år. En speciell sorts poliser, så kallade blade runners, får i uppgift att identifiera och döda alla replikanter som mot lagen befinner sig på jorden. För att motivera det moraliska i handlingen "dödas" inte en replikant utan den "pensioneras".
Rick Deckard (Harrison Ford) är en före detta blade runner som blir återkallad till tjänst för att pensionera en grupp våldsamma replikanter som lyckats ta sig till jorden. I jakten på dessa replikanter, som gör allt för att få fortsätta leva, möter Deckard inte bara livsfara utan även svåra frågor om både sina motståndares och sin egen natur.

## Rollista
| Harrison Ford      | – Rick Deckard     |
| Rutger Hauer       | – Roy Batty        |
| M. Emmet Walsh     | – Harry Bryant     |
| James Hong         | – Hannibal Chew    |
| Edward James Olmos | – Gaff             |
| Morgan Paull       | – Dave Holden      |
| Brion James        | – Leon Kowalski    |
| Hy Pyke            | – Taffey Lewis     |
| Daryl Hannah       | – Pris             |
| Sean Young         | – Rachael          |
| William Sanderson  | – J.F. Sebastian   |
| Joe Turkel         | – Dr. Eldon Tyrell |
| Joanna Cassidy     | – Zhora            |

## Om filmen
Filmen hade Sverigepremiär den 10 september 1982.

### Versioner
Ett antal olika versioner av Blade Runner har släppts, bland andra:
- Blade Runner - Director's Cut (1992)
- Blade Runner - The Final Cut (2007)

### Namnförvirring
Titeln (och inget annat) kommer från novellen Blade Runner (a movie) av William S. Burroughs till vilken Ridley Scott köpte rättigheterna. Burroughs hade i sin tur byggt sin novell på romanen The Bladerunner av Alan E. Nourse. Numera ges romanen Androidens drömmar (originaltitel: Do Androids Dream of Electric Sheep?) av den amerikanske författaren Philip K. Dick ofta ut under namnet Blade Runner. K. W. Jeter har dessutom skrivit tre uppföljare som heter Blade Runner 2, Blade Runner 3 och Blade Runner 4. Dessa böcker är inte fortsättningar på Androidens drömmar utan är uppföljare till filmen.

### "Tårar i regn"
En av filmens mest berömda scener är när den döende replikanten Roy Batty (Rutger Hauer) räddar Rick Deckard (Harrison Ford) från att falla mot sin död från ett hustak, och sedan själv dör strax därefter efter att ha yttrat några sentimentala avskedsmeningar. Hauer styckade själv i manuset, skrivet av manusförfattaren David Peoples, eftersom han tyckte att det var överdrivet mångordigt. Hauer behöll meningarna om attackfartyg och c-strålar, eftersom han tyckte att de var "poetiska", och lade därefter själv till meningen om "tårar i regn".
| ”                                       | Jag har sett saker som ni människor aldrig skulle tro på: Attackfartyg som brinner vid Orions axel. Jag har sett c-strålar glittra i mörkret nära Tannhäuserporten. Alla de stunderna kommer att gå förlorade i tiden, som tårar i regn. Dags att dö. | „ |
| – Roy Battys sista ord i Blade Runner., | |   |

I en intervju med Radio Times år 2017, strax innan premiären för filmens uppföljare Blade Runner 2049, förklarade Hauer varför han skalade ner Battys avslutande ord.
| ”                                                                    | Du förstår, jag tycker att en massa manuskript är överdrivet mångordiga. Textmängden kommer från manusförfattarna och alla bestämmande krafter, men publiken känner av det, och inte ens den bäste skådespelare kan sälja in ett alldeles för mångordigt material. Jag är så jävla allergisk mot sådant där. Okej? | „ |
| – Rutger Hauer om varför han skalade ner Roy Battys avslutande ord., | |   |

## Filmmusiken
Musiken i filmen är komponerad och framförd av den grekiska elektroniska musikern Vangelis. Skivan med originalmusiken gavs dock ut först 1994. Någon officiell förklaring till detta finns inte. Det var tänkt att skivan skulle ges ut samtidigt som filmen, vilket framgår av eftertexterna där det står att skivan är utgiven. Ryktet gör gällande att Vangelis blev arg på Ridley Scott för att denne hade anlitat ytterligare en kompositör om hans musik inte blev bra, men Vangelis själv skriver i konvolutet kort och gott att han fann det omöjligt för honom att ge ut musiken tidigare.
På skivan har Vangelis mixat in dialog från filmen.
Det mest kända stycket från filmen är "End Titles", som ofta på andra inspelningar brukar gå under namnet "Blade Runner".
Det finns även en orkesterversion (Orchestral Adaptation Of Music Composed For The Motion Picture By Vangelis) av filmmusiken utgiven 1982 av The New American Orchestra .
En av låtarna, Rachel's song, är med på soundtracket till filmen men är inte med i filmen. Rachel's song sjungs av Mary Hopkin (mest känd för sin stora hitlåt Those Were the Days). Den sjungs ad lib och är helt utan text. Anledningen till att den låten inte kom med i filmen var för att en av de amerikanska producenterna tyckte att musiken lät som en vattenkran.